# KV55
Grobowiec KV55 (znany także jako skrytka amarneńska) – jeden z najbardziej zagadkowych grobowców w egipskiej Dolinie Królów. Został on odkryty w 1907 roku przez misję Theodore'a M. Davisa między grobowcem Ramzesa IX a tzw. Rest-House'em dla turystów. Ekspedycją kierował angielski archeolog Edward Ayrton.

## Historia odkrycia

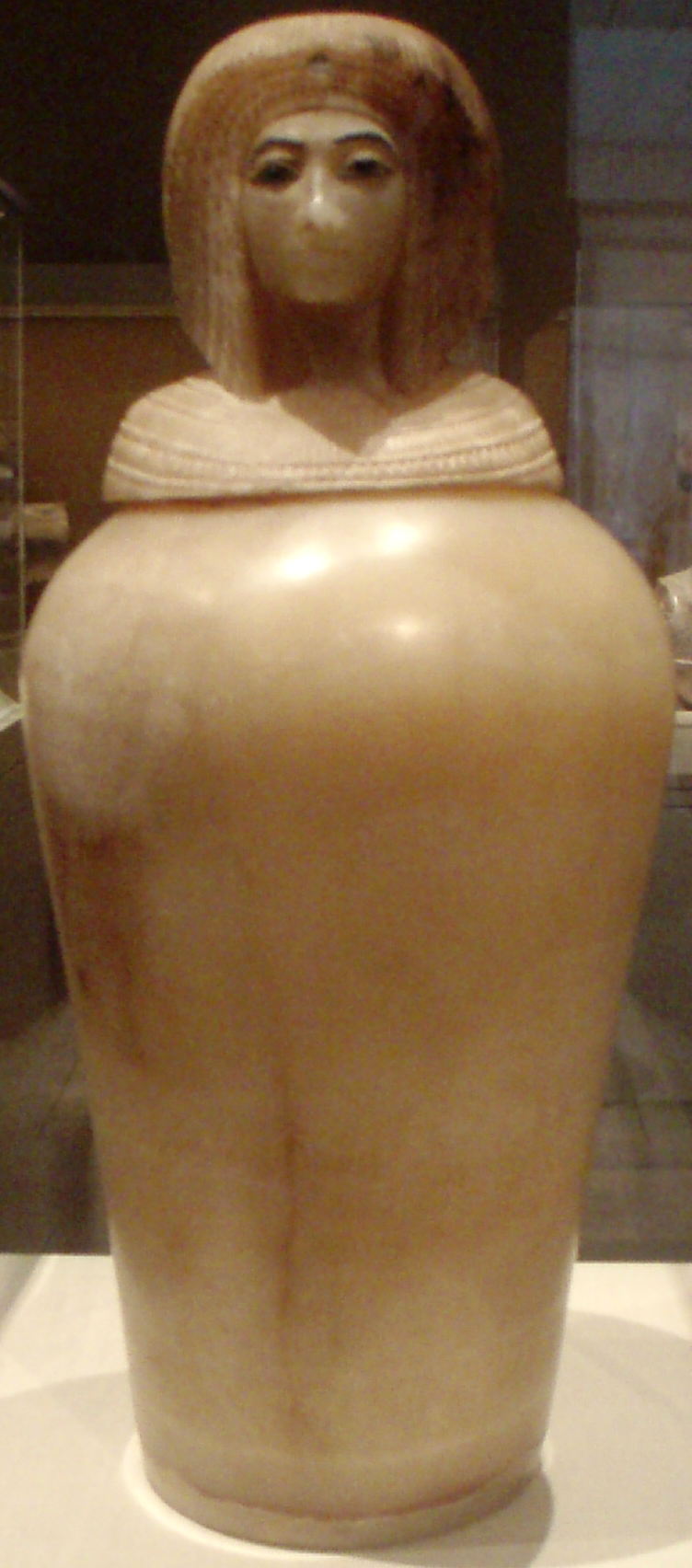
Jedna z czterech urn kanopskich odkrytych w grobowcu KV55, Metropolitan Museum of Art, Nowy Jork

Po drugiej stronie wejścia, do którego prowadziły schody, znajdował się pochyły korytarz, a za nim pojedyncza komora grobowa. Korytarz do grobowca zablokowany był szczątkami różnego rodzaju zabytków, m.in. złoconych drewnianych kapliczek. W komorze grobowej panował chaos. Drewniane płyty, suszone cegły, skrzynki, kamienne odłamki, a także narzędzia robotników leżały w nieładzie na posadzce, obsypane cienką warstwa złotej folii. Wykopaliska zostały przeprowadzone w uwłaczający standardom sposób. Nikt nie prowadził dziennika wykopalisk, a relacje osób, które oglądały grobowiec, są sprzeczne. Wiele przedmiotów zniknęło. Znaleziskom nie zapewniono podstawowej opieki konserwatorskiej. Zanim wnętrze grobu zostało sfotografowane, gruntownie je „posprzątano”. Grób nie został doszczętnie splądrowany tak jak inne w Dolinie Królów. Zamurowane wejście było w momencie odkrycia nietknięte.
Kilka dużych płyt ze złoconego drewna okazało się elementami kapliczki, wykonanej na polecenie Echnatona dla jego matki, królowej Teje. W grobie znajdował się także antropoidalny sarkofag, który leżał niegdyś na drewnianym łożu lub marach. Sącząca się przez całe wieki woda powodowała gnicie drewna. W końcu mary załamały się, a sarkofag spadł na ziemię. Leżał z otwartą pokrywą, odsłaniając głowę mumii, na której znajdował się przedmiot uznany początkowo za sępią koronę. W rzeczywistości był to pektorał, który prawdopodobnie obsunął się, gdy sarkofag spadał na ziemię. Gdy ze stropu oderwał się kawałek skały, powstały kolejne zniszczenia – sarkofag został rozłupany na dwie części. Przed wydobyciem z grobu rozpadł się na wiele kawałków, które ponownie złożono w Muzeum Egipskim w Kairze.
W niszy wykutej w ścianie stały cztery urny kanopskie zwieńczone kobiecymi głowami. Obecnie wiadomo, że prawdopodobnie należały do Kiji. Pokrywy zupełnie nie pasują do urn, zatem musiały należeć do innego kompletu. Forma peruki i rysy twarzy wskazują na Kiję lub Meritaton.

Plan grobowca KV55

## Tajemnicza mumia

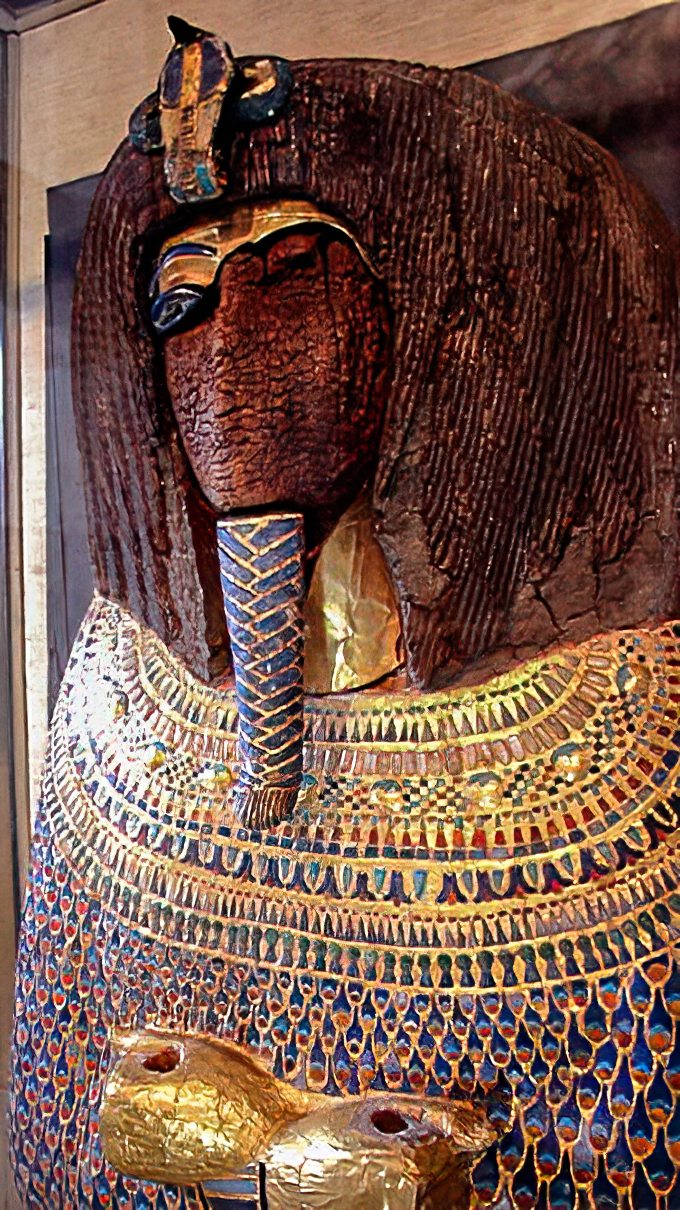
Sarkofag odnaleziony w grobowcu KV55, Muzeum Egipskie w Kairze

Do dziś trwają dyskusje na temat tożsamości ciała odnalezionego w grobowcu KV55. Głowa sarkofagu, w którym spoczywało ciało, miała formę peruki, a nie królewskiej chusty. Mimo to później dodano jej atrybuty faraona – brodę i ureusz. Już po dokonaniu pochówku zarówno ureusz, jak i złota maska zostały zdarte. W grobie znaleziono ureusz z imieniem Echnatona, jednak nie jest pewne, czy to właśnie on znajdował się kiedyś na sarkofagu. Wymiary i kształt zrekonstruowanego sarkofagu wskazują, że przeznaczono go dla kobiety. Tekst umieszczony na płaszczyźnie pod stopami oraz w ozdobnych pasach na korpusie zawierał zwroty wypowiadane przez kobietę, określoną jako ukochana Waenre (Echnatona), jednak przed pochówkiem zmieniono formy żeńskie na męskie, a imię właścicielki na inne, umieszczone w kartuszu. Imię to zostało późnej wymazane.
W grobowcu zidentyfikowano imiona od Amenhotepa II, przez Amenhotepa III, Teje, Echnatona aż do Tutanchamona. Grób zamknięto prawdopodobnie jakiś czas po objęciu przez niego tronu. Być może to on nakazał pochówek. Na sarkofagu zidentyfikowano tytuły Echnatona i jego wymazane kartusze. Złote pasy wydobyte spomiędzy bandaży mumii również mają na sobie jego imię. Z uwagi na obecność złotej kapliczki królowej Teje założono, że w grobie spoczywała matka Echnatona. Później stwierdzono, że należał on pierwotnie do starej królowej, jednak ostatecznie zawładnął nim Echnaton. Stosunkowo niedawno, gdy jeszcze raz zbadano inskrypcje, przyjęto że sarkofag i urny kanopskie początkowo przygotowano dla Kiji. Odnalezione ciało wydawało się na pierwszy rzut oka dobrze zachowane:
Wydobyliśmy teraz mumię z sarkofagu i stwierdziliśmy, że ciało należało do osoby drobnej budowy, o delikatnej głowie i rękach. Częściowo otwarte usta pokazywały komplet górnych i dolnych zębów. Mumię owijała cienka tkanina, lecz bandaże pokrywające zwłoki miały bardzo ciemną barwę. Kolor ten zwykle bywa o wiele jaśniejszy. W jakimś sensie spodziewając się uszkodzeń spowodowanych wyraźną wilgocią, delikatnie dotknąłem jednego z przednich zębów (mających trzy tysiące lat!), który – niestety! – rozpadł się w proch, unaoczniając nam, że ciała nie da się zachować. Następnie odsłoniliśmy całą mumię...

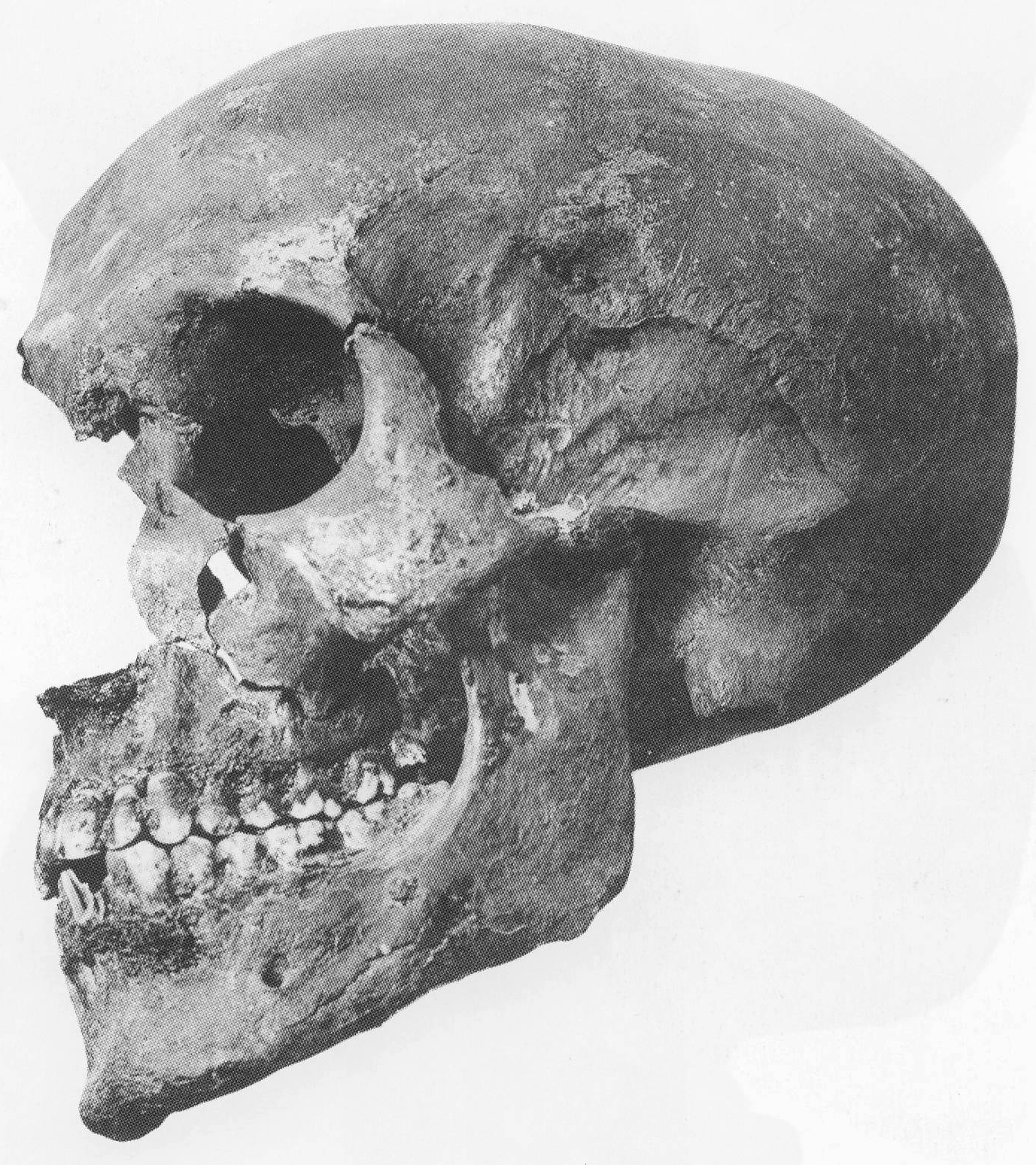
Czaszka mężczyzny pochowanego w grobowcu KV55

Lewa ręka mumii była zgięta, a dłoń spoczywała na piersi. Prawa leżała wyciągnięta prosto. Rozwijanie mumii nie zostało odpowiednio udokumentowane, nie wykonano żadnych zdjęć. Jeden z badaczy zanotował wyschniętą twarz, zapadłe policzki oraz cienkie, twardo wyglądające wargi, odsłaniające kilka zębów. Kiedy zdarto bandaże, oczom badaczy ukazały się gołe kości. Już wtedy rozpoczęły się trwające do dziś kontrowersje na temat tożsamości zmarłego.
Pierwsi badacze, z powodu szerokiej miednicy, ogłosili że ciało należało do kobiety. Davis był przekonany, że odkrył szczątki królowej Teje, jednak Elliot Smith, zbadawszy kości, stwierdził, że należały do młodego mężczyzny. Wielu uważało, że był to sam Echnaton, jednak wiek zmarłego wydaje się temu przeczyć. James Harris wykazał, że czaszka mumii z grobowca KV55 jest zbliżona kształtem do czaszki Tutanchamona – mógł to być jego ojciec lub brat. Zdecydowana większość badaczy zgodnie twierdziła, że kości należą do młodego mężczyzny, w wieku nie więcej niż dwadzieścia pięć lat. Ciało może zatem należeć do zaginionego starszego brata Tutanchamona, Smenchkare. Ten efemeryczny władca był prawdopodobnie koregentem Echnatona w ostatnich latach jego panowania.

## Najnowsze badania
W latach 2007–2009 zespół badaczy pod kierownictwem dr. Zahiego Hawassa przeprowadził badania genetyczne mumii z okresu amarneńskiego. Wśród badanych ciał znalazły się m.in. szczątki z grobowca KV55. Badania wykazały, że człowiek pochowany w tajemniczym grobie był ojcem Tutanchamona oraz synem Amenhotepa III i królowej Teje, których zwłoki udało się zidentyfikować. Matką Tutanchamona okazała się rodzona siostra mężczyzny z KV55, mumia zwana przez egiptologów Młodszą Damą. 17 lutego 2010 roku Zahi Hawass ogłosił, że ciało z pewnością należy do Echnatona, słynnego „heretyka” i ojca Tutanchamona. Ustalono, że wiek mumii mieści się w przedziale od 45 do 55 lat, co pasuje do Echnatona. Wyniki te jednak bywają podawane w wątpliwość. Niemal wszystkie poprzednie badania wskazywały na młodszy wiek mumii. Wciąż nie wykluczono kandydatury Smenchkare, który również mógł być synem Amnehotepa III i Teje. Możliwe, że był także ojcem Tutanchamona.